# 이동진 (축구 선수)
이동진(한국 한자: 李東珍, 2000년 12월 17일 ~ )은 대한민국의 축구 선수로, 포지션은 센터백이다. 현재 K리그1 강원 FC 소속이다.

## 유소년 시절
부산에서 태어나 초등학교 4학년 때 홍명보 어린이 축구교실에서 축구를 배우며 축구 커리어를 시작했으며 여러 유스팀을 걸치며 각종 대회에서 우승컵과 개인상을 수상하였다. 특히 광운대 시절에는 팀의 주장직을 맡으며 대학 최고 수준의 수비수로 거듭났다.

## 클럽 경력
2023년 강원 FC에 입단하면서 프로 커리어를 시작하게 되었다.

## 플레이 스타일
흔히 '케먼더형 수비수'로 불린다. 주 포지션은 중앙 수비수지만, 축구 지능이 뛰어나 여러 포지션을 소화할 수 있으며, 동시에 빠른 스피드와 예측력, 공간 이해 능력이 좋아서 한 발 먼저 상대의 공을 차단한다.
또한 수비수로는 바교적 작은 키지만 점프력과 위치 선점이 좋아 공중볼 싸움에서도 우의를 가져갈 수 있고 뛰어난 빌드업 능력을 활용해 공격에 적극적으로 참여하며, U리그 시절 한 경기에서만 4개의 포지션을 소화했을 정도로 뛰어난 유틸리티 성까지 지녔다. 하지만 수비시에 공격적인 성향 때문에 다소 안정감이 떨어진다는 단점이 있다.

## 평가
'현대 축구의 트렌드가 중앙 수비에게 요구하는 모든 조건을 갖추었다. 견고한 피지컬, 빠른 속도, 축구 지능, 빌드업 및 볼 컨트롤, 그리고 훌륭한 멘탈리티까지.' - 이남수 (광운대학교 축구부 코치)

## 수상 내역

### 대회 기록
수원 MB (2011 ~ 2013)
- 전국 초등 축구리그 권역리그 ● 우승: 2013

청주대성고등학교 (2016 ~ 2018)
- 춘계 한국고등학교축구연맹전 ● 준우승: 2017
- 백록기 축구대회 ● 준우승: 2017
- 전국체육대회 ● 3위: 2017
- 고교 축구 주말리그 ● 우승: 2018
- 무학기 전국고교축구대회 ● 우승: 2018

광운대학교 (2019 ~ 2022)
- 추계 전국대학축구연맹전 ● 3위: 2022

### 개인
- 추계 전국대학축구연맹전 우수선수상: 2022

## 참고 자료
- (카터나지오) KW 스카우팅 리포트 #3, 지휘관 이동진 - 아르마스